# Wellington (Ilha do Príncipe Eduardo)
Wellington é um município rural canadense localizado no Condado de Prince, na Ilha do Príncipe Eduardo. A população no censo de 2016 era de 415 pessoas.